# Ritratto di cardinale (El Greco)
Ritratto di cardinale è un dipinto a olio su tela (194x130 cm) realizzato nel 1600 circa dal pittore greco El Greco.
Si tratta del cardinale Fernando Niño de Guevara. L'opera è firmata in caratteri greci minuscoli nel biglietto sul pavimento: "Doménikos Theotokópoulos Epoíei".
Il dipinto è conservato nel Metropolitan Museum of Art di New York.